# Laduträsket, Norrbotten
Laduträsket är en sjö i Älvsbyns kommun i Norrbotten och ingår i Alterälvens huvudavrinningsområde.